# La Purísima (Monterrey)

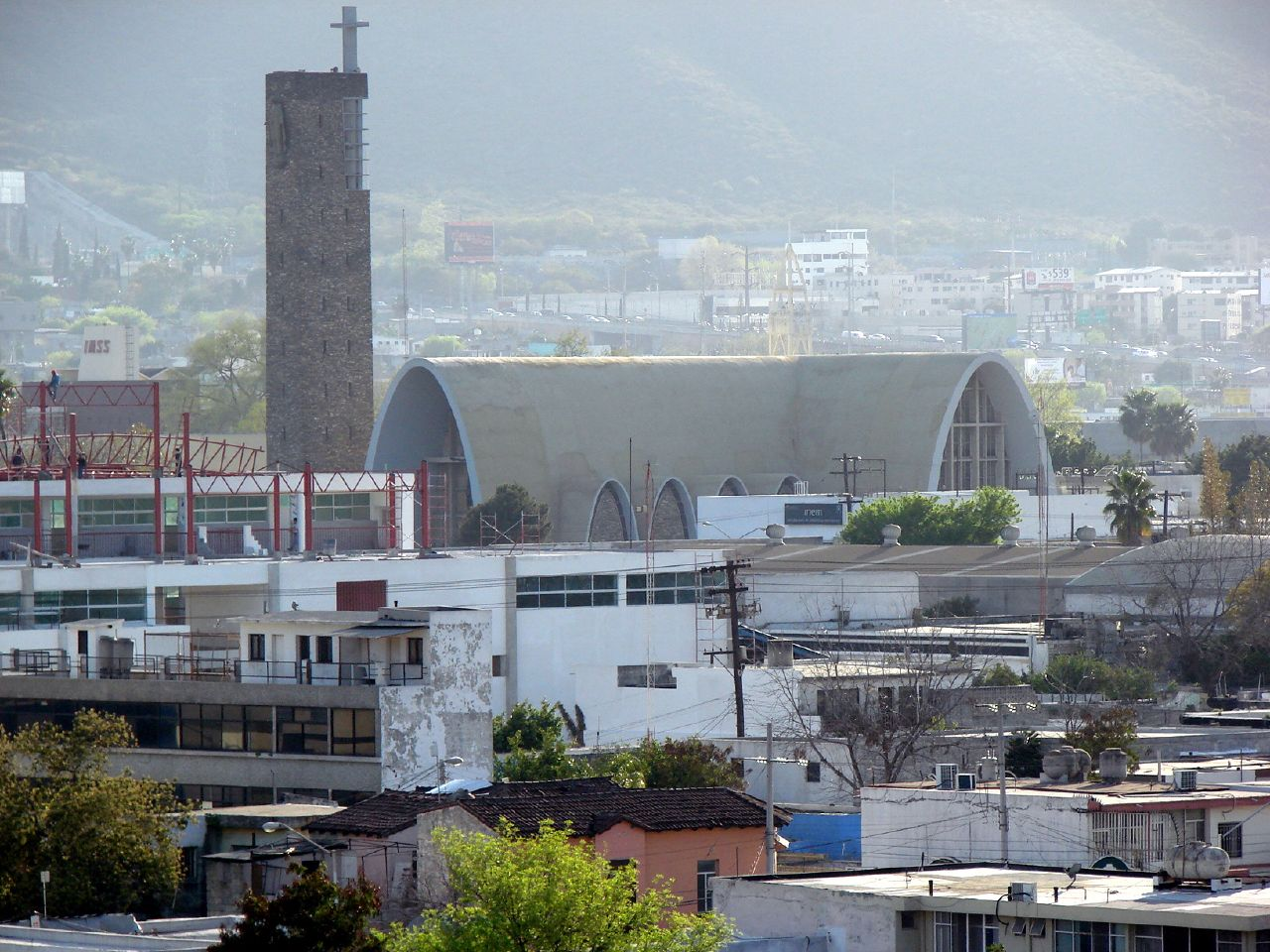
La Purísima

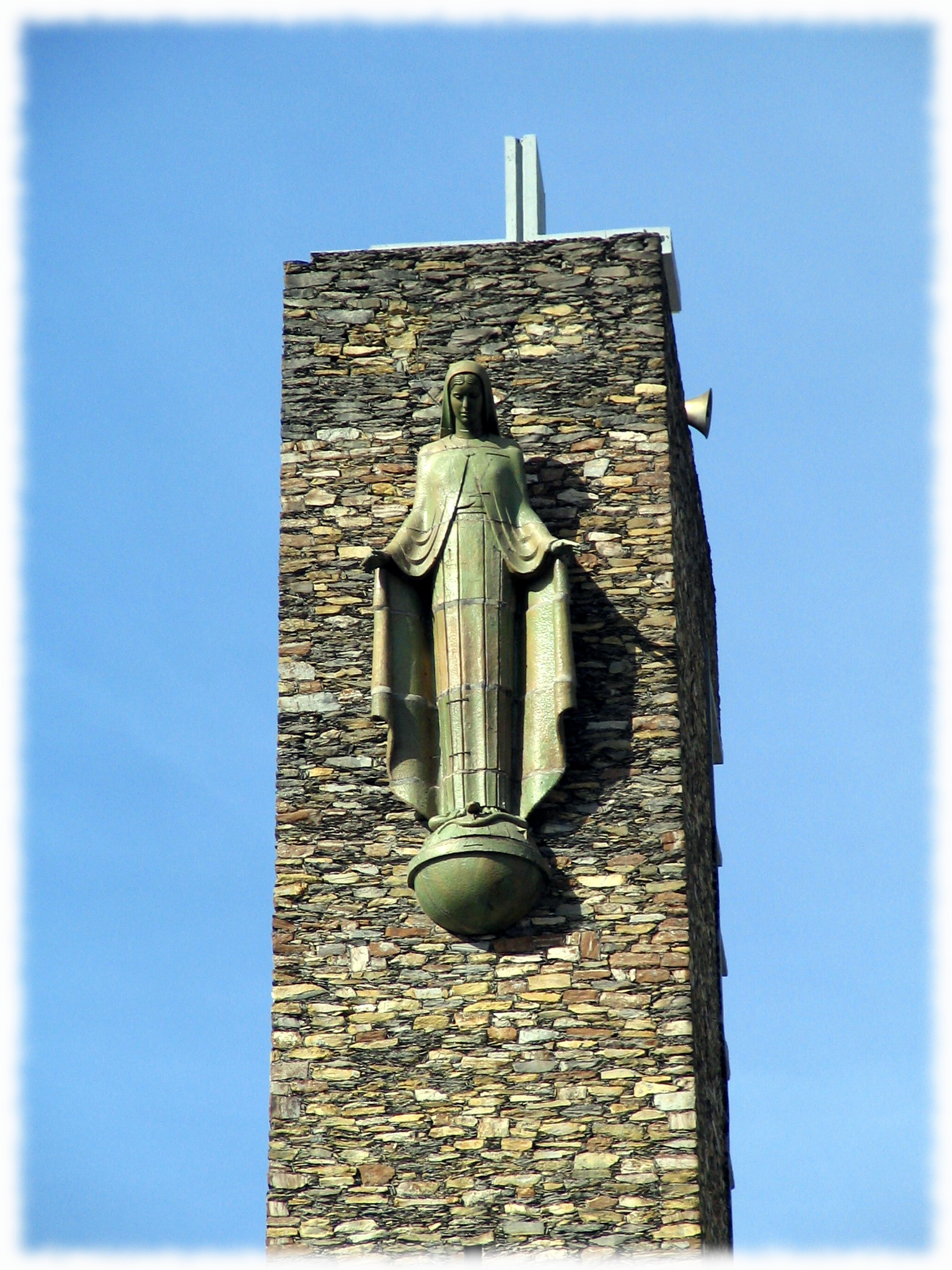
Turmspitze

Die Basilika La Purísima (deutsch Basilika der reinsten Empfängnis) ist eine römisch-katholische Kirche im Monterrey, Hauptstadt des mexikanischen Bundesstaates Nuevo León. Die Kirche des Erzbistums Monterrey ist Maria Immaculata gewidmet und trägt den Titel einer Basilica minor. Sie wurde Anfang der 1940er Jahre als erster moderner Kirchenbau in Mexiko errichtet, die Ausführung erfolgte als Stahlbeton-Schalenkonstruktion.

## Geschichte
Anstelle einer kleinen klassizistischen Kirche aus dem 19. Jahrhundert sollte für die wachsende Gemeinde eine größere Kirche entstehen. Mit Unterstützung des 1941 neu eingesetzten Erzbischofs Guillermo Tritschler y Cordova wurde ein moderner Entwurf des Architekten Enrique de la Mora y Palomar gegen das erhebliche Misstrauen anderer mexikanischer Bischöfe und die kontroverse öffentliche Diskussion umgesetzt, die den Baustil mitunter für die liturgische Kunst als unangemessen ansah, durch  Alfonso Reyes Ochoa aber auch verteidigte. Der Baubeginn erfolgte noch im gleichen Jahr und wurde 1943 fertiggestellt, Mora erhielt in dem Jahr den Nationalen Architekturpreis. Die Kirchweihe erfolgte 1946 durch Erzbischof Trischler, es folgte ein Zyklus von Vorträgen über religiöse Kunst. 1989 verlieh Papst Johannes Paul II. der Kirche den Rang einer Basilica minor.

## Beschreibung
Die Struktur der Kirche ist besteht aus zwei sich durchdringenden Paraboloiden, die zusammen den Grundriss eines lateinischen Kreuzes bilden. Die Seitenkapellen sind ebenfalls mit Betonschalen in Parabelform entworfen. Die Kirche hat eine Länge von etwa 50 Metern und eine Breite von 15 Metern, im Querschiff von 34 Metern. Der Campanile links neben dem Haupteingang ist 43 Meter hoch, das Kreuz drei Meter höher. Ein 6,5 Meter hohes Bild der Unbefleckten Empfängnis in Terrakotta von Adolfo Laubner Mayer wurde unterhalb des Turmabschlusses angebracht. Der Turm wurde aus dem ausgehobenen Bruchstein der Baugrube errichtet, der auch zum Abschluss der Seitenkapellen und in der Krypta verwendet wurde. An der Ausstattung der Kirche waren weiterhin Jorge González Camarena, Herbert Hoffman de Ysenbourg, Benjamin Molina, Federico Cantú Garza und Jesus Galven Krieger beteiligt.